# 女性主义形而上学
女性主义形而上学，探討形而上学和性别歧视的議題。女性主义形而上学与心灵哲學、自我哲學等领域都有關係。萨利·哈斯兰格、奧斯塔·克里斯塔娜·斯文斯多蒂爾和朱迪斯·巴特勒等女性主义形而上学家为了推进女性主义，试图解释性别的本质。羅賓·A·登布羅夫和塔莉亞·梅·貝徹等哲学家則解释跨性別和非二元性別的問題。

## 社会塑造
西蒙·波娃是第一位区分性与性别的女性主义哲學家，正如她的名言：“女人不是天生命定的，而是後天塑造出來的。”在她的著作《第二性》中提出，雖然生理特征区分了男性和女性，但这些特征不能證明女性會為社會帶來不利條件。自波娃以来，许多女性主义者认为，社會的塑造强化了社会等级制度。后来的哲學家，如朱迪思·巴特勒則认为性与性别一样是由社會塑造而成的。因此，女性主义形而上学主要探討性和性别的自然性及社會建構的關係。
女性主义形而上学亦會對女性團体作註釋，为女性主义提供一個理論基礎。这些理論向來以顺性别女性为中心，但最近亦包括跨性别女性。羅賓·A·登布羅夫亦為非二元性别作一個形而上学解释。

## 身份問題
當認識社會建構關係前，就要先認定身份問題。巴特勒提到，要認識性別身份，應該先了解「人」這種概念。如果單純從性別身份去區分「人」是錯誤的，特別社會學中會賦予一個存在優先權並高於其他角色，使得社會流動性減少。而在哲學當中，有關「人」的概念有不少，然而在「個人身份」的討論上都集中在內在特質、人之延續性等等。
傅柯在此基礎上討論到，男女的身份區分了「陰性的」和「陽性的」對立，使性別身份為了必須讓「特定的身分」存在而存在，結果出現性別與身份不一致的問題，而在伊瑞葛萊眼中看來，性別的文法認定男人與女人、陽性與陰性只是一種二元對立，甚至這種二元對立成為陽性、陽物理體中心的單一意義與霸權。

## 語言使用的問題
在英文和法文上，使用不同的語言代稱都會帶著性別的標記，當套用上建構論時，除了指定「人」外，更賦予了不同的社會身份。莫妮克·維蒂格對此作了一個論述：
性別的標記，根據文法家的說法，與名詞相關。他們依其功能討論；如果質疑它的意義，他們可能開開玩笑，稱性別為「虛構的性」。只要是相關人的範疇，二者英文與法文帶著性別記號的程度相等同。二者的確都臣服於一個原始的存在概念，強制語言把存在體分性。作為處理存在本質的存在概念，加上其他一大團屬於同一條思路的原始概念，性別似乎屬於哲學。（莫妮克·維蒂格《性別的標記》1985年）
由此，對維蒂格而言，性別是屬於哲學，並且一種不證自明的論述，並且可存在於任何的思想。

## 女性主義與形上學的問題
在當代哲學中，一般都否定形上學和女性主義的關聯，甚至產生出女性主義是否需要形上學的討論。亦有一些女性主義哲學家對形上學展開批評：「女性主義是有著明確政治和道德訴求的社會運動，而形上學卻在追求對世界及其組成部分進行不摻雜人為意圖的客觀解釋，這兩者顯然是自相矛盾的。」
薩利·哈斯蘭格於《形上學中的女性主義：與本性的談判》提出到，她先為形上學作出了三個定義：「一，關於存在或者什麼是真實的研究，這一領域被稱為本體論，例如精神與身體不同嗎？除了物質對象之外，世界具有某些屬性、自然性、普遍性和本質嗎？二，研究用來理解我們自身和世界的基本概念，例如存在、預言、身份、因果關係以及必然性。三，研究進行探討的前提，或者第一原則。」
她還觀察到，社會中存在的性別歧視現象，諸如性暴力、生育權利，以及同工不同酬等問題背後都有形上學理論作為支撐。這是因形上學一直由男性作主導，由此產生出部份女性主義者拒絕接受形上學。然而，哈斯蘭格認為形上學可以改進，不過並非一定要以「女性中心」代替「男性中心」。美國女性主義科學家桑德拉·哈丁則認為，因女性處於邊緣地位，所以更有權利去認識客觀真實性，但哈斯蘭格則認為人們思考都以文化為前提，所以根本沒有甚麼客觀和真實性。

## 參看
- 女性主義
- 存在主義女性主義